# Хабанеро
Перець Хабанеро — один з найгостріших перців.
Квітки з легким зеленуватим відтінком, трохи більші, ніж у інших гострих перців.
При доброму врожаї може давати за один раз до 1000 і більше плодів.

## Назва
Свою назву отримав від столиці Куби Гавана (Habana). В деяких країнах Карибського басейну, незважаючи на його сильну пекучість, хабанеро маринують, фарширують і використовують у повсякденному меню.
Хабанеро буває червоного, жовтого, світло-зеленого й помаранчевого кольорів.

## Галерея

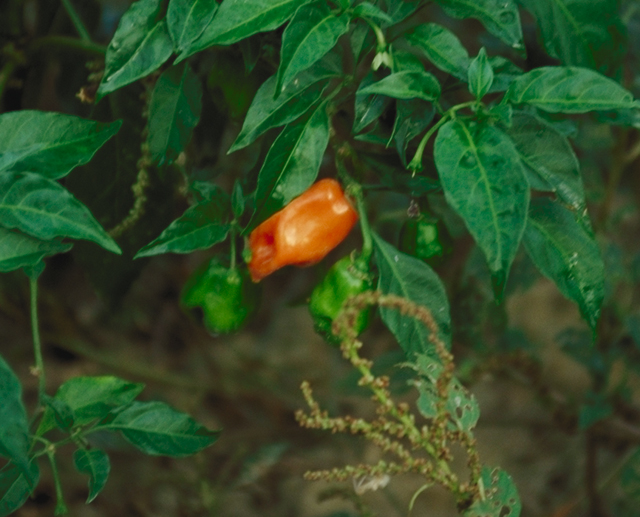
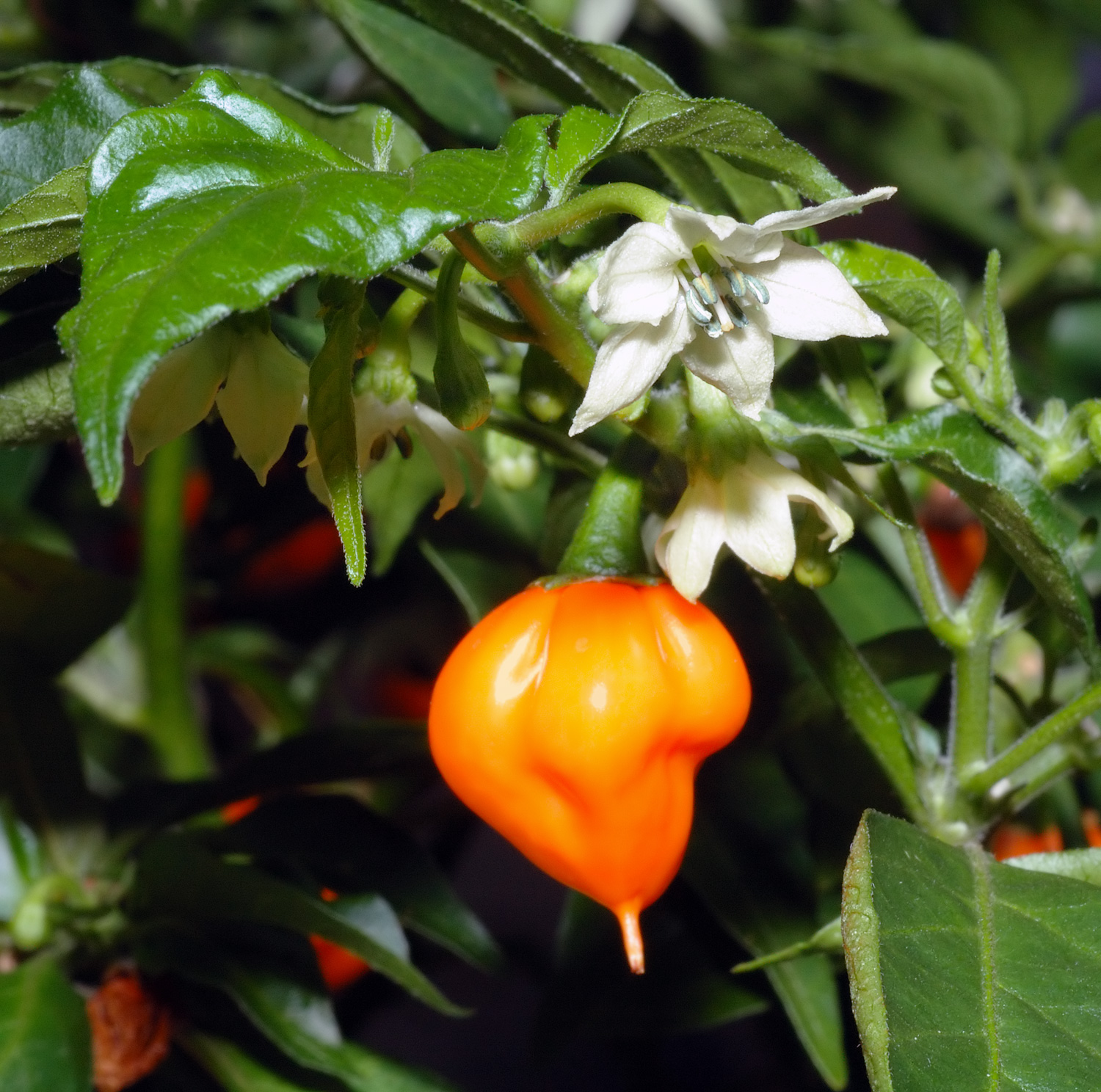
Перець Хабанеро. Плід і квітка.
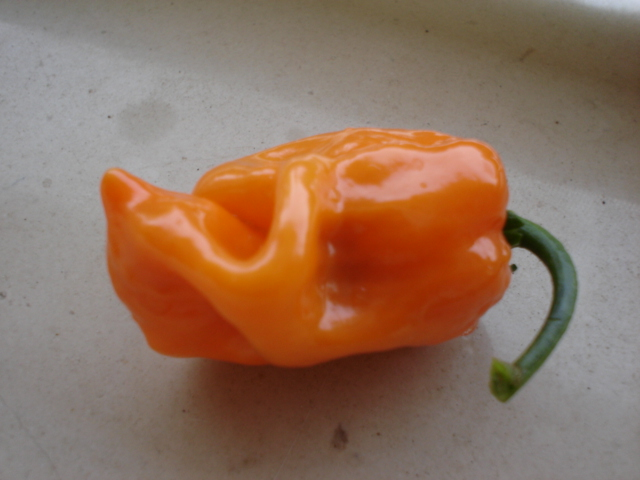
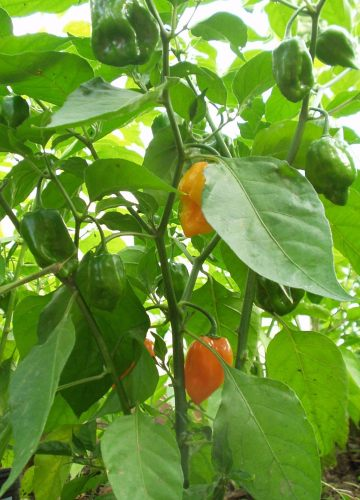